# Puya claudiae
Puya claudiae är en gräsväxtart som beskrevs av Ibisch, R.Vásquez och Elvira Angela Gross. Puya claudiae ingår i släktet Puya och familjen Bromeliaceae.
Artens utbredningsområde är Bolivia. Inga underarter finns listade i Catalogue of Life.

## Bildgalleri

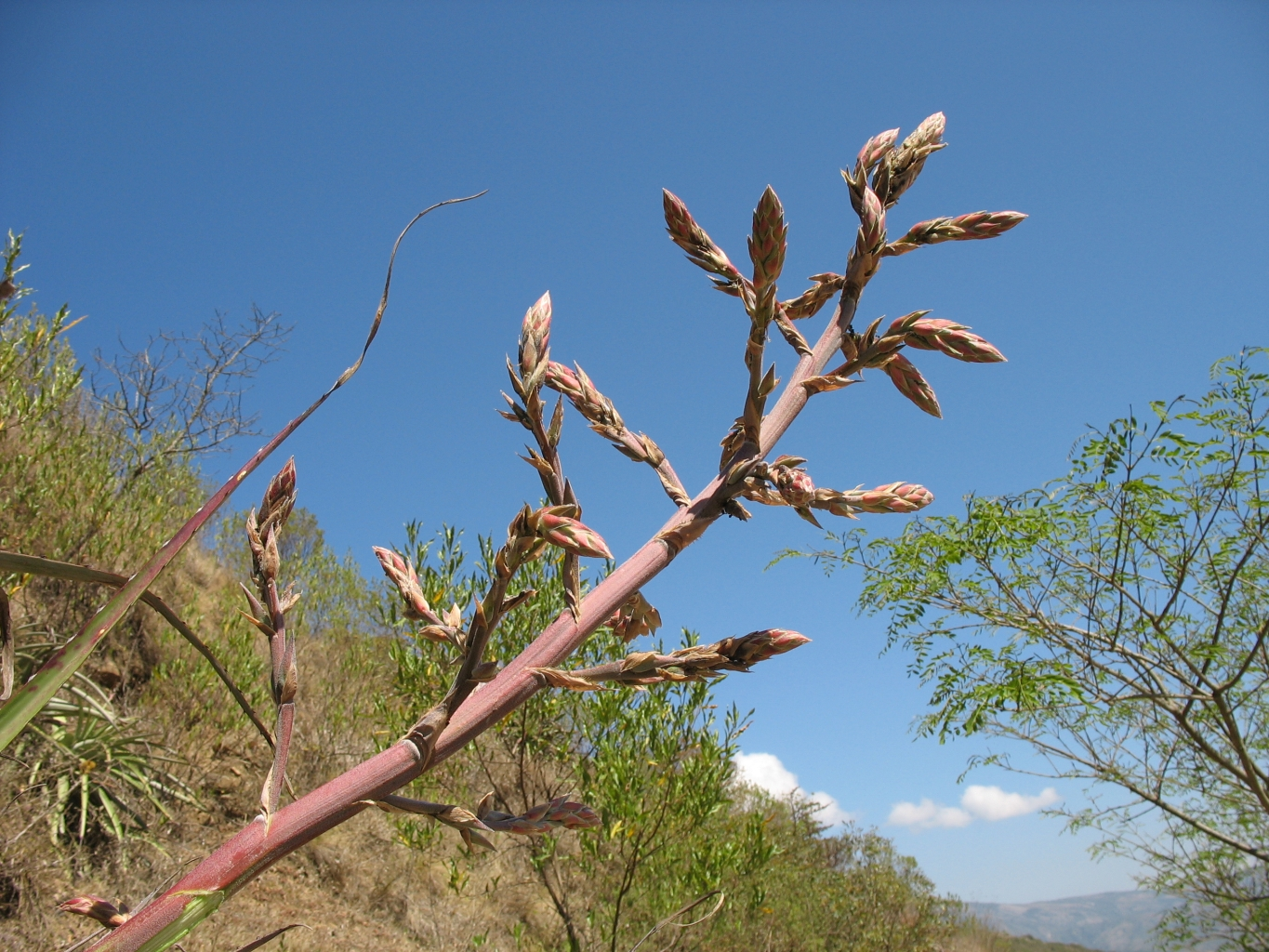
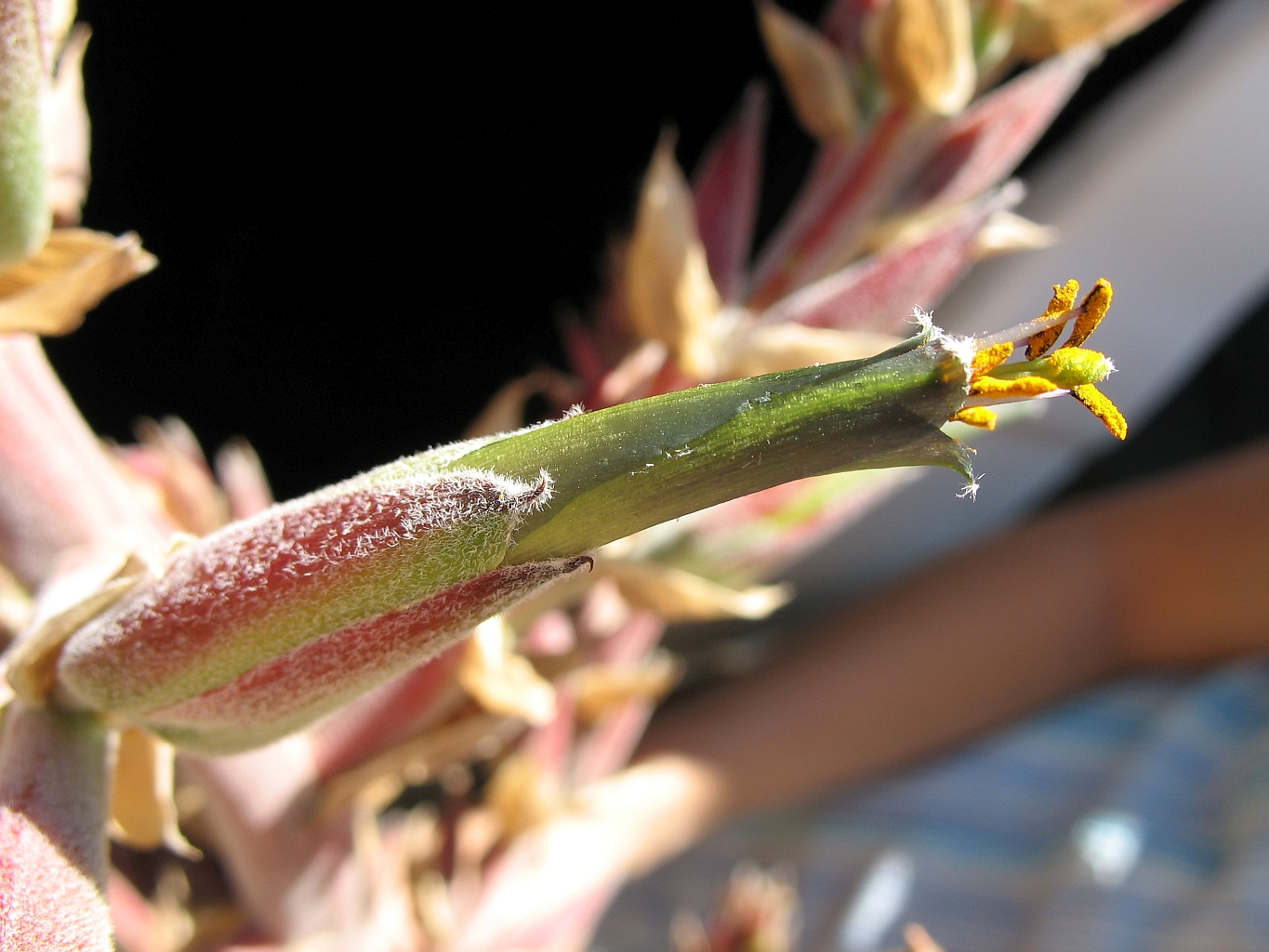
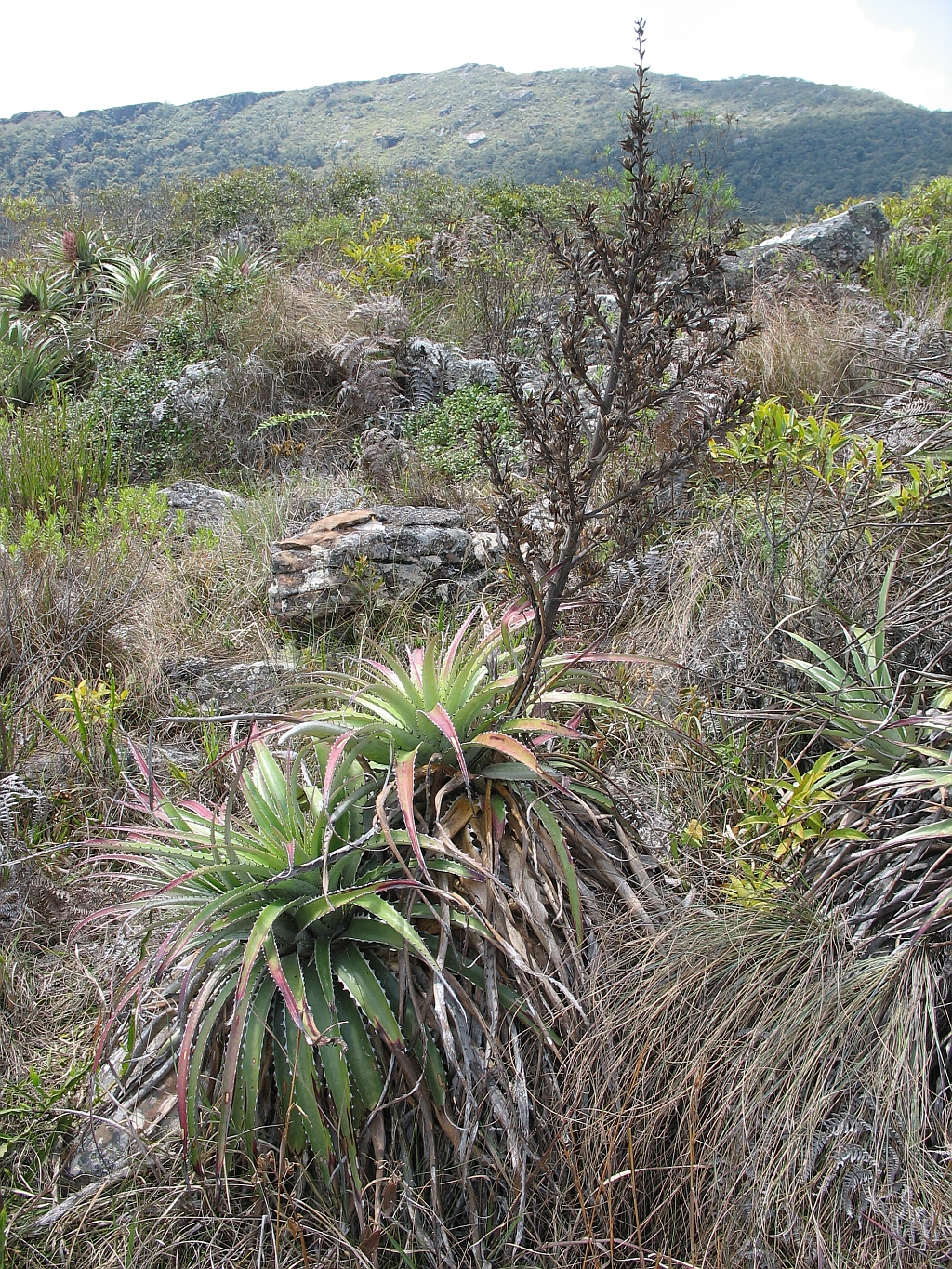